# Rebecq
Rebecq (en való Ribek, en neerlandès Roosbeek) és un municipi belga del Brabant Való a la regió valona. Limita amb Tubize (Brabant Való), Braine-le-Comte (Hainaut), Enghien (Hainaut) i Pepingen (Brabant Flamenc). És el resultat de la fusió el 1977 dels antics municipis independents de Rebecq-Rognon (amb el nucli de Wisbecq), Quenast i Bierghes.

## Llengua
Es troba a la frontera lingüística amb la zona de parla neerlandesa, però la llengua vehicular és el francès; el való només es parla de manera marginal per la gent gran. Al poble de Bierghes hi ha alguns parlants de neerlandès. Tot i una toponímia que indica un origen germànic del poble, ja des de la fi de l'edat mitjana es va romanitzar. El nom es compon de roos (= canyís i -beek (= rierol), una composició freqüent que es torna a trobar en Rebaix (Hainaut, Rosbais 1119), Rebets (Alta Normandia, Rosbacium 854); Robecq (Nord-Pas-de-Calais, Rosbeccam 1104); Rebecques (Nord-Pas-de-Calais); Rozebeke (Flandes occidental), Roosbeek (Boutersem - Brabant Flamenc, Roubaix (Nord-Pas-de-Calais) i molts altres.